# Château Kirwan
Koordinaten: 45° 1′ 38,7″ N, 0° 39′ 29,6″ W

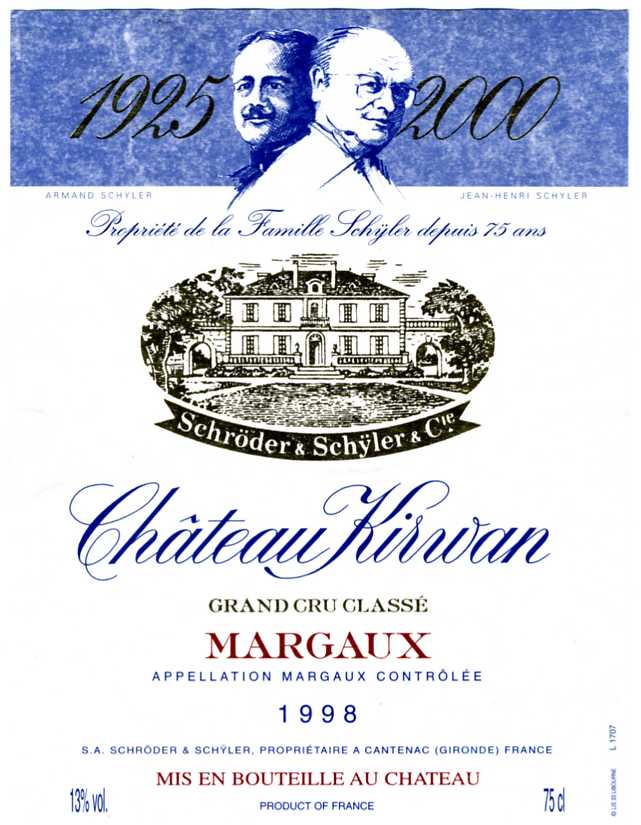
Etikett zum Jubiläum des Besitzes von Château Kirwan durch Schröder und Schÿler

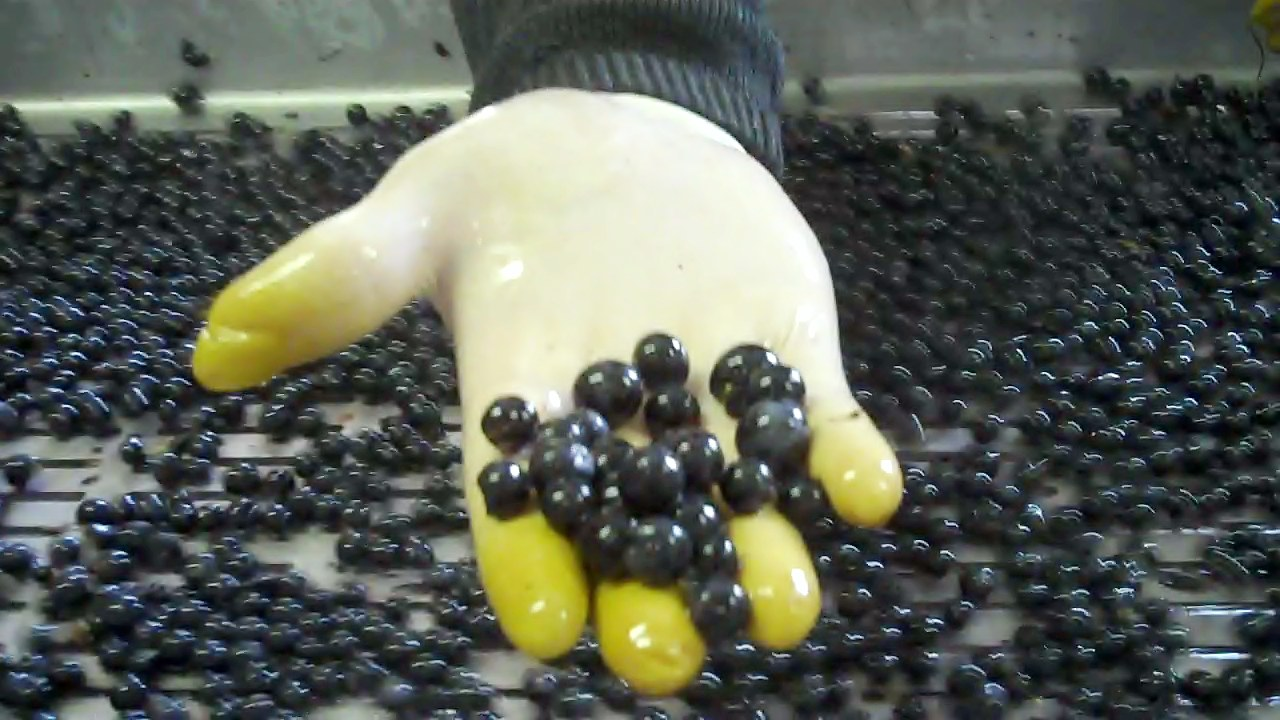
Merlot-Beeren auf dem Sortiertisch von Château Kirwan

Das Château Kirwan zählt zu den bekanntesten Weingütern des Médoc in der Weinbauregion Bordeaux. Es liegt in der Gemeinde Cantenac, die zum Bereich der Appellation Margaux im Médoc gehört. Bei der Bordeaux-Klassifizierung im Jahre 1855 erhielt das Gut den dritten Rang (Troisième Cru Classé).
Die Weinberge liegen in unmittelbarer Nachbarschaft zu Château Desmirail und Château Prieuré-Lichine. Die Reben haben ein durchschnittliches Alter von 27 Jahren und sind auf die Rebsorten Cabernet Sauvignon (40 %), Merlot (30 %), Cabernet Franc (20 %) und Petit Verdot (10 %) aufgeteilt. Der Grand Vin reift 18 Monate im Barrique, die jährlich zu einem Drittel erneuert werden.
Der Zweitwein des Gutes heißt Les Charmes de Kirwan.

## Geschichte
Der Ursprung geht auf ein Adelsgut Lasalle im 17. Jahrhundert zurück. Anfang des 18. Jahrhunderts wurde es vom britischen Weinhändler John Collingwood gekauft, dessen Tochter den Iren Mark Kirwan ehelichte, der dem Gut im Jahre 1775 den heutigen Namen gab. Anlässlich eines Besuchs in Bordeaux besichtigte der spätere US-Präsident Thomas Jefferson (1743–1826) Château Kirwan (Jefferson beschrieb das Gut unter dem Namen Quirouen) und stufte es in die zweite Kategorie ein. Nach mehreren Besitzerwechseln wurde es im Jahre 1925 von der Firma Schröder und Schÿler gekauft; die Familie Schÿler besitzt noch heute Anteile. Zurzeit wird das Gut von Yann, Natalie und Sophie Schÿler geleitet. Zwischen dem Jahr 1991 und 2001 holte man sich Rat beim renommierten Önologen Michel Rolland und brachte seither umfangreiche Investitionen im Keller auf den Weg. Später engagierte man Jacques Boissenot als begleitenden Önologen.